# Contea di Plymouth (Iowa)
La contea di Plymouth (in inglese Plymouth County) è una contea dello Stato dell'Iowa, negli Stati Uniti. La popolazione al censimento del 2000 era di 24 849 abitanti. Il capoluogo di contea è Le Mars.